# Chrysiptera caeruleolineata
Chrysiptera caeruleolineata és una espècie de peix de la família dels pomacèntrids i de l'ordre dels perciformes.

## Morfologia
Els mascles poden assolir els 6 cm de longitud total.

## Distribució geogràfica
Es troba a Nova Guinea, Mar del Corall, Salomó, Fidji, Samoa, Guam, les Illes Ryukyu i Austràlia.